# Argyrogrammana boyi
Argyrogrammana boyi är en fjärilsart som beskrevs av Johannes Karl Max Röber 1926. Argyrogrammana boyi ingår i släktet Argyrogrammana och familjen Riodinidae. Inga underarter finns listade i Catalogue of Life.